# فرحات عباس
فرحات عباس زعيم وطني ورجل سياسي جزائري، مؤسس حزب الاتحاد الديمقراطي للبيان الجزائري، عضو جبهة التحرير الوطني إبان حرب التحرير الجزائرية، أول رئيس للحكومة الجزائرية المؤقتة للجمهورية الجزائرية من 1958 إلى 1961، تم انتخابه عند استقلال الجزائر رئيسا للمجلس الوطني التشريعي. توفي 23 ديسمبر 1985.
شارك في الحرب العالمية الثانية و التقى بايزنهاور و سلمه بيان الشعب المحرر في فيفري 1943

## نشأته
ولد فرحات عباس مكي يوم الخميس 24 أوت 1899 بدوار الشحنة الواقعة بمنطقة بني عافر الجبلية، وهي منطقة فقيرة ومعزولة، تابعة إداريا لبلدية الطاهير المختلطة بولاية جيجل بالجزائر.
فتح الطفل فرحات عباس عينيه في أسرة كثيرة العدد ومحافظة تتكون من اثني عشر فردا، سبع بنات وخمسة ذكورا. وتميزت أسرة فرحات عباس بأا متماسكة ومحافظة فإلى جانب الأب والأم والأخوة كانت تضم كذالك الجد والجدة وقد شكلت الجدة والجد حجر الأساس في بناء هرم الأسرة، وكان والده سعيد بن احمد عباس وأمه معزة مسعودة بنت علي، وهم من وسط فلاحي متوسط الحال ونستدل في ذلك عند رجوعنا إلى مصنف فرحات عباس ليل ا لاستعمار حيث يتحدث عن طفولته قائلا: «إنني من سلالة فلاحية لئن كان أبي وأخواتي موظفين فقد وقع ذلك عرضا في حياتهم، لقد ترعرعت وسط فلاحي أولئك الفلاحين الذين لا ينال الفقر من شجاعتهم ولا من انفاتهم، نشأت في دوار وضيع من بلدية متوحشة جرداء أين قضيت طفولتي كلها وأنا في نعومة أظافري في وسط مجتمع وضيع وساذج لكنه كريم». ويسترسل فرحات عباس في حديثه عن أصوله وكيف كان مصير عائلته من جراء الهجمة الاستعمارية التي كانت تهدف إلى تفكيك ملكية الأهالي الجزائريين المسلمين واستبدالها بفئة جديدة أطلق عليها اصطلاحات المعمرين (les colons).
إن القضاء على ثورة المقراني 1871 وما نتج عنها من انعكاسات خطيرة على المجتمع الجزائري كإصدار السلطات الاستعمارية جملة من القرارات الجائرة والمراسيم التشريعية التي أدت إلى مصادرة الأراضي الزراعية وتغريم المجموعة الريفية التي شاركت أو تعاطفت مع ثورة المقراني ومن نتائجها الوخيمة على السكان هو إعدام الكثير من الناس في إطار العقوبات الجماعية المسلطة على الجزائريين بالإضافة إلى الإعدامات الفورية ونفي الزعامات الوطنية إلى المستعمرات الفرنسية فيما وراء البحار، وكان جد فرحات عباس المدعو احمد بن الضاوي (*) الذي شارك في ثورة المقراني رفقة قبيلة بني عمران قد تعرض هو الآخر كغيره من الجزائريين إلى مصادرة أملاكه وأراضيه الزراعية ليتحول بعدها إلى فلاح صغير ومعدوم، كان والد فرحات عباس السعيد بن احمد فقيرا لكنه استطاع مع مرور الوقت أن ينتقل من وضعه كفلاح معدوم الحال إلى تاجر محترم له مكانة اجتماعية محترمة بمنطقة الشحنة وكان له ذلك بعد تعرفه على أحد المعمرين الذي كان يدعى: المستشار العام لمدينة جيجل الذي اشترك معه في تجارة المواشي مما مكن أب فرحات عباس من شراء أراضي زراعية وتأجير أخرى في منطقة الطاهير، كما ارتقى في السلم الاجتماعي حتى أصبح قايد (*) في دوار بني عافر. ويتحدث فرحات عباس كثيرا عن علاقته بوالده التي شابها كثيرا من التناقض في الأفكار فسادها في أحيانا كثيرة شيء من التوتر إلى درجة القطيعة أحيانا خاصة فيما يتعلق بمعاملته للفلاحين غير القادرين على دفع ما عليهم من ضرائب في نهاية موسم الحصاد، وفي هذا السياق يروي عباس بشيء من التفاصيل ذلك المشهد وهو طفل صغير عندما يأتي جباة الضرائب إلى دواره فيقول:«إن مشهد جمع الضرائب هو إحدى ذكريات الطفولة التي لا تزال في ذاكرتي كنت أتردد على المدرسة القرآنية بدون أحذية مرتديا جلابية أشبه أبناء الفلاحين وكانت إحدى أكبر لحظات سعادتي عندما أرى كل سنة في منتصف سبتمبر قدوم الخز ناجي (*) مرفوقا بحرسه وقد جاء البلدة لجمع الضرائب، كانوا يمكثون عندنا طيلة عشرة أيام وكان من المثير أن أشاهد هؤلاء الفرنسيين ولكن هناك مشاهد أخرى مأساوية فتحت عليها عيناي ا، كنت أرى الفلاحين الفقراء الذين لا يملكون أي شيء لتسديد ضرائبهم، كانوا يجلسون لساعات طويلة تحت الشمس عقابا لهم وكانت أياديهم مكبلة وكنت أسال رئيس المشتة عن أسباب عقوبتهم فكان يفسر لي ذلك قائلا أن والدك ليس قاسيا معهم مقارنة بقياد آخرين، وكان يحدث أن اسرق من والدي الأموال وأعطيها لهؤلاء الفلاحين».
رغم أن علاقة الطفل فرحات عباس بوالده كانت متوترة ومتناقضة منذ البداية، فكان العكس من ذلك كانت علاقته بجدته التي كان مرتبطا بها كثيرا وكانت حكايتها خاصة حول دخول الفرنسيين إلى الجزائر والمقاومة البطولية التي قابل بها الشعب الجزائري الاستعمار وخاصة (قبيلة بني عمران) التي ينتمي إليها فرحات عباس، فشكلت بذلك الجدة حجر الأساس في التماسك العائلي وخاصة دعوتها المتكررة للتمسك بالدين الإسلامي وعدم الذوبان في دين الرومي لان ذلك يعد جريمة يعاقب عليها الله، فالحديث عن التماسك الديني هو الذي دفع العائلة إلى إدخال أبنائها إلى المدارس القرآنية أو الكتاب، وكان فرحات عباس من هؤلاء الأبناء حيث التحق بالمدرسة القرآنية وسنه الثامنة لتلقي مبا دئ القران وذلك للتحصين والمحافظة على القيم الإسلامية خوفا من الذوبان في دين الغزاة، فتردد فرحات عباس على الكتاب لفترة محدودة غير أنها كانت مفيدة تركت بصماتها الواضحة في فكر الطفل فرحات عباس، ويمكن أن نستشف ذلك من خلال الرجوع إلى مصنفاته التي كان يصف فيها معلميه في الكتاب ومنهم على وجه الخصوص الشيخ: بوكفوس، الذي يصفه بالرجل الفاضل والمستقيم التريه، حيث تعلم في المدرسة القرانية مبادئ اللغة العربية لان كان مشواره السياسي فيما بعد يثبت انه كان ضعيفا فيها، غير انه تميز بين أترابه في تلك الفترة بسرعة الحفظ والبديهة وكانت سعادته عندما يعود إلى البيت ويعرض على آمه ما حفظ من آيات قرآنية، أما والده فكان رجل آمي لكنه متحمس لإرسال أبنائه للتعليم وخاصة الذكور منهم إلى المدارس الفرنسية وكان يقول لأبنائه في كثير من الأحيان أن أحسن ارث اتركه لكم هو العلم الذي لا يستطيع أن ينتزعه منكم.
زاول فرحات عباس تعليمه الابتدائي في مسقط رأسه، والثانوي في مدينة سكيكدة ، وقام بالخدمة العسكرية فيما بين عامي 1921 و1923  ثم انتقل للعاصمة لإكمال تعليمه الجامعي وتخرج بشهادة عليا في الصيدلة عام 1931، فتح صيدلية في سطيف سنة 1932. وكان خلال فترته الطلابية نشطا حيث ترأس جمعية طلبة شمال أفريقيا المسلمين بالجزائر من 1927 إلب1931 بعد أن كان نائب رئيس الجمعية بين عامي 1926-1927 ، كان قريبا من حرمة الشبان الجزائريين التي تكونت عام 1908 وفي عام 1930 أصدر مجموعة مقالاته الصحفية في كتيب عنوانه «الشاب الجزائري» وفيه عبر عن أفكاره الإصلاحية والتجديدية.
فرحات عباس ثقافته فرنسية ولم يتحدث العربية قط. ومثلما كان هناك دولة-مدينة فإن فرحات عباس كان دولة-شخص.
لم تكن له قاعدة ثابتة من المعتقدات أو الأتباع، إلا أن مثابرته وتكيفه السريع مع المتغيرات المستجدة جعلت منه قوة لا يمكن للكيانات السياسية تجاهلها عند التعامل مع القضية الجزائرية.

## العمل السياسي
عرف فرحات عباس بانفتاحه السياسي والفكري، حيث تحول خلال حياته السياسية التي تمتد على أكثر من ثلاثين سنة، من فكرة الاندماج إلى الفكرة الاستقلالية، ومن الإصلاحية إلى الثورية، ففي عام 1936 كتب في جريدة الوفاق الفرنسية مقالا شهيرا تحت عنوان 'فرنسا هي أنا'، أكد فيه دعوته إلى الاندماج مع فرنسا، مستنكرا وجود الأمة الجزائرية، حيث قال: «لو كنت قد اكتشفت أمة جزائرية لكنت وطنيا ولم أخجل من جريمتي، فلن أموت من أجل الوطن الجزائري، لأن هذا الوطن غير موجود، لقد بحثت عنه في التاريخ فلم أجده وسألت عنه الأحياء والأموات وزرت المقابر دون جدوى».
وكان قبل ذلك قد انضم إلى فيدرالية النواب المسلمين الجزائريين التي أسسها الدكتور بن جلول عام 1930 والتي كانت تهدف إلى جعل الجزائر مقاطعة فرنسية.
خلال الحرب العالمية الثانية ودخول الجيش الأمريكي الجزائر في 8 نوفمبر 1942. إتصل فرحات عباس بروبرت ميرفي، المبعوث الشخصي للرئيس الأمريكي فرانكلين روزفلت إلى شمال أفريقيا ليطلب منه تقرير مصير المنطقة بعد الحرب.
في 20 نوفمبر 1942، أرسل فرحات عباس ومجموعة من الجزائريين برسالة إلى قوات الحلفاء يرحبون بهم ويعرضون «باسم شعب الجزائر القيام بتضحيات بشرية ومادية، بشروط، لدعم الحلفاء حتى يتحقق النصر الكامل على دول المحور».
بتاريخ 22 ديسمبر 1942 وجه فرحات عباس رسالة إلى السلطات الفرنسية وإلى الحلفاء طالب فيها بإدخال إصلاحات جذرية على الأوضاع العامة التي يعيشها الشعب الجزائري، وصياغة دستور جديد للجزائر، ضمن الاتحاد الفرنسي، أصدر في فيفري 1943 بيان الشعب الجزائري وأعلن في مارس 1944 عن تأسيس حزب حركة أحباب البيان والحرية، بهدف الدعاية لفكرة الأمة الجزائرية.
إثر مجازر 8 ماي 1945 حل حزبه وألقي القبض عليه ولم يطلق سراحه إلا في عام 1946 بعد صدور قانون العفو العام على المساجين السياسيين، أسس بعد ذلك حزب الاتحاد الديمقراطي للبيان الجزائري، وأصدر نداء أدان فيه بشدة ما اقترفته فرنسا من مجازر رهيبة في 8 ماي 1945، وعبّر فيه عن أهداف ومبادئ حزبه التي لخصها في «تكوين دولة جزائرية مستقلة داخل الاتحاد».

## بعد الثورة
بعد أن اندلعت الثورة الجزائرية في 1 نوفمبر 1954، كتب فرحات عباس في صحيفة الجمهورية العدد 46 بتاريخ 12 نوفمبر 1954: «إن موقفنا واضح ومن دون أي التباس. إننا سنبقي مقتنعين بأن العنف لا يساوي شيئا». ولكنه ما لبث أن غير موقفه تماما،
إذ قام في أبريل 1956 بحل حزبه وانضم إلى صفوف حزب جبهة التحرير الوطني وكان قبل ذلك قد توجه إلى القاهرة ليلتقي بقادة الثورة ومن بينهم أحمد بن بلة، وفي صائفة 1956 قام بجولة دعائية للثورة الجزائرية في أقطار أمريكا اللاتينية كما زار عدة عواصم عالمية أخرى، من بينها بيكين وموسكو عام 1960.
بعد مؤتمر الصومام عين عضوا في المجلس الوطني للثورة الجزائرية، وقاد وفد الجزائر في مؤتمر طنجة المنعقد بين 27 و30 أفريل 1958 الذي حضرته القيادات المغاربية، ثم عين رئيسا للحكومة المؤقتة للجمهورية الجزائرية في 19 سبتمبر 1958 واستمر على رأسها إلى أوت 1961 ليحل محله بن يوسف بن خدة، بعد أن اشتدت خلافاته مع القيادة العامة لجيش التحرير. وبعد حصول الجزائر على استقلالها في 5 جويلية 1962.
انتظمت يوم 26 سبتمبر انتخابات المجلس الوطني، نجح فيها فرحات عباس، وانتخب رئيسا للمجلس  غير أنه ما لبث أن قدم استقالته في 13 سبتمبر 1963 نتيجة خلافه مع بن بلة حول السياسة المتبعة، فرفت من جبهة التحرير الوطني وسجن بأدرار بالجنوب الجزائري ولم يطلق سراحه إلا في شهر ماي 1965، استقال فرحات عباس من رئاسة «الجمعية الوطنية الجزائرية» سنة في 14 أكتوبر 1963 تعبيرا عن معارضته لمشروع الدستور الذي اعدته جبهة التحرير الوطني.
انسحب من الحياة السياسية. لكنه ما لبث أن أمضى في مارس 1976 على «نداء إلى الشعب الجزائري» منددا بالحكم الفردي وبالميثاق الوطني الذي صاغه هواري بومدين.
وضع تحت الإقامة الجبرية إلى 13 جوان 1978.

## وفاته
توفي في 24 ديسمبر 1985 بالجزائر ودفن بمقبرة العالية بمربع الشهداء.

## مؤلفاته
- Le Jeune Algérien (الشاب الجزائري)، وقد صدر عام 1930.
- J’accuse l’Europe (أتهم أوروبا)، الجزائر، 1944.
- Guerre et révolution I : La nuit coloniale. Julliard, Paris, 1962 (الحرب والثورة: ليل الاستعمار)، باريس 1962.
- L'Independence confisquée, 1962, (الاستقلال المغتصب)، وقد صدر عام 1984 عن دار فلاماريون (Flammarion) بباريس..
- Autopsie D'une Guerre : L'aurore (تشريح الثورة: الفجر) منشورات غارنيي (Garnier)، باريس، 1980

## مؤلفات
- مذكرة ماجستير ل عباس محمد الصغير تحت عنوان: فرحات عباس من الجزائر الفرنسية إلى الجزائر الجزائرية (1963-1927)
- مذكرة الماجيستر بعنوان فرحات عباس ودوره في الحركة الوطنية ومرحلة لعز الدين معزة
- الوصيّة الأخيرة للمناضل من أجل الحقوق والحريات، فرحات عباس غدا يطلع النهار

## هوامش
(*) - حسب الروایة الشفویة المتداولة أن كلمة بن الضاوي ھي كنیة كان یعرف بھا جد فرحات عباس ویرجع ھذا الاسم حسب الروایة ذاتھا إلى لون بشرتھ المائلة إلى الاسمرار.
(*) - القاید: كلمة تركیة تعني الوسیط بین الأھالي والسلطة العثمانیة، واستمرت هذه الكلمة حتى العهد الإستعمارى حيث استعملت بعض العائلات المیسورة كوسیط بین الأھالي والإدارة الإستعماریة.
(*) - الخزناجي: كلمة تركیة توارثھا الجزائریون حتى الفترة الكولونیالیة وتعنى مسؤول الضرائب أو جامع الضرائب في كثير من الاحيان ولا تزال ھذه الكلمة تتداول على الألسن حتى وقتنا الحاضر.

## روابط خارجية
- فرحات عباس على موقع IMDb (الإنجليزية)
- فرحات عباس على موقع الموسوعة البريطانية (الإنجليزية)
- فرحات عباس على موقع مونزينجر (الألمانية)
- فرحات عباس على موقع إن إن دي بي (الإنجليزية)
- فرحات عباس على موقع قاعدة بيانات الفيلم (الإنجليزية)